# American Werewolves
Gli American Werewolves (in inglese: lupi mannari americani) sono un gruppo horror punk statunitense, formato nel 1998 a Cleveland, Ohio, dallo studente d'arte Trevor Moment, e precedentemente noti come The Plan. Moment, fan del doo-wop, dei film horror, di Elvis Presley e del punk rock, decise di fare musica creando un crossover tra Sam Cooke ed i Samhain, senza ignorare la propria passione per il doo wop, formando i The Plan.

## Formazione

### Formazione attuale
- Trevor Moment - voce
- Brendan Less - chitarra (precedentemente al basso)
- Nate 68 - batteria
- Tony Scambony - basso

### Ex componenti
- Lee Christ - batteria
- Skinny - chitarra
- Ray Terry - chitarra
- Mike Bridavsky - batteria, chitarra, basso

## Discografia

### Album studio
- 2004 - We Won't Stay Dead
- 2005 - 1968
- 2008 - The Lonely Ones
- 2009 - Kings of the Cleveland Streets
- 2010 - Wanderers Forever

### Raccolte
- 2008 - They Died Crawling 1968-2005

### EP
- 2004 - American Werewolves/Phantom Pains Split 7"

### Demo
Pubblicate come The Plan, incluse, assieme ai primi due album nella raccolta They Died Crawling 1968-2005
- 2000 - Rock-A-Die Demo
- The Atom Age